# Tásos Mitrópoulos
Anastásios Mitrópoulos (en grec : Αναστάσιος Μητρόπουλος), souvent appelé Tásos Mitrópoulos (Τάσος Μητρόπουλος), né le 23 août 1957 à Volos, est un footballeur grec.

## Biographie
Évoluant au poste de milieu de terrain, Mitrópoulos a disputé au total 477 matches et marqué 99 buts dans le championnat de Grèce.

 Il a joué dans les trois plus grands clubs grecs, l'Olympiakos (où il a fait l'essentiel de sa carrière), l'AEK Athènes et le Panathinaikos.
Mitrópoulos est l'un des joueurs grecs les plus capés avec 76 sélections (8 buts) en équipe nationale. Il a disputé la coupe du monde 1994.
Après sa carrière de joueur, Mitrópoulos s'est lancé dans la politique. Il a siégé au conseil municipal du Pirée et s'est présenté aux élections législatives en 2004 sous les couleurs du Parti de la Nouvelle Démocratie. Il est le compagnon de l'actrice Élena Nathanaíl.

## Clubs
- Ethnikos Piraeus (1976-1981)
- Olympiakos (1981-1992)
- AEK Athènes (1992-1994)
- Panathinaikos (1994-1995)
- Apollon Smyrnis (1994-1995)
- Iraklis Salonique (1995-1996)
- AS Veria (1996-1997)
- Olympiakos (1997-1998)

## Palmarès

### En club
- Champion de Grèce en 1982, en 1983, en 1987 et en 1998 avec l'Olympiakos, en 1993 et en 1994 avec l'AEK Athènes et en 1995 avec le Panathinaïkós
- Vainqueur de la Coupe de Grèce en 1990, en 1992 avec l'Olympiakos et en 1995 avec le Panathinaïkós
- Vainqueur de la Supercoupe de Grèce en 1994 avec le Panathinaïkós

### EnÉquipe de Grèce
- 76 sélections et 8 buts entre 1978 et 1994
- Participation à la Coupe du Monde en 1994 (Premier Tour)